# Jarawara
Jarawara (Yarawara, Jaruára, Jarauara), pleme američkih Indijanaca porodica Arauan, naseljeno duž rijeka Juruá i Purus, danas na rezervatu Terra Indígena Jarawara/Jamamadi/Kanamanti vidi[neaktivna poveznica]; 180 (Funasa - 2006), brazilska država Amazonas. Najbliži srodnici su im Banavá-Jafi, Kanamanti i Jamamadí s kojima pripadaju široj skupini madi. Imaju 6 aldeja (sela; Fabre  Arhivirana inačica izvorne stranice od 28. studenoga 2008. (Wayback Machine)); sedam prema SIL-u.

## Vanjske poveznice
- Jarawara